# بارفعة (شبام)
'

تعديل مصدري - تعديل

بارفعة هي إحدى قرى عزلة شبام بمديرية شبام التابعة لمحافظة حضرموت، بلغ تعداد سكانها 628 نسمة حسب تعداد اليمن لعام 2004.